# Cingilia rubiferaria
Cingilia rubiferaria là một loài bướm đêm trong họ Geometridae.